# 鈴木一行 (技術者)
鈴木 一行（すずき かずゆき、1944年5月23日 - 2010年7月17日）は、日本の技術者、実業家。サンデン株式会社代表取締役社長や、同社相談役を務めた。

## 人物・経歴
群馬県出身。1968年群馬大学工学部卒業、三共電器入社。199年サンデン八斗島事業所カーエアコン工場長。1993年サンデン・インターナショナル・台湾社長。1997年サンデン八斗島事業所長。1999年サンデン取締役製造本部長。2003年サンデン常務執行役員、サンデン・マニュファクチャリング・ヨーロッパ社長。2006年サンデン取締役兼副社長執行役員。2007年からサンデン代表取締役社長を務め、経営改革を進めた。2010年サンデン相談役に退き、同年伊勢崎市内の病院で死去した。